# キッズチャレンジ
『キッズチャレンジ』は、1996年4月8日から1999年3月8日までNHK教育テレビジョンで放送されていた小学2年生向けの学校放送（教科：生活科）である。

## 概要
「教室を飛び出した学習」をキーワードに、子どもたちの心をはぐくみ、実生活に根ざした体験を軸に展開する。番組は勝生真沙子のナレーションで進行していた。

## 放送時間
| 期間                        | 放送時間             |
| --------------------------- | -------------------- |
| 1996年4月8日 - 1999年3月8日 | 月曜日 11:00 - 11:15 |

別の時間帯での再放送あり。

## 放送リスト

### 1996年度
| 回 | タイトル                     | 初回放送日     |
| -- | ---------------------------- | -------------- |
| 1  | はるがきた                   | 1996年04月08日 |
| 2  | はじめてのたび               | 1996年04月22日 |
| 3  | あたらしいともだち           | 1996年05月13日 |
| 4  | わたしのペット               | 1996年05月27日 |
| 5  | たのしいたねまき             | 1996年06月10日 |
| 6  | こころをこめてプレゼント     | 1996年06月24日 |
| 7  | うみからのおくりもの         | 1996年07月08日 |
| 8  | キャンプ大さくせん           | 1996年08月26日 |
| 9  | はじめてのおまつり           | 1996年09月16日 |
| 10 | めざせチャンピオン           | 1996年10月14日 |
| 11 | いもうと（おとうと）ができた | 1996年10月28日 |
| 12 | りょうりめいじん             | 1996年11月11日 |
| 13 | とおくからきた ともだち      | 1996年11月25日 |
| 14 | ゆめのカレンダー             | 1996年12月09日 |
| 15 | おじいちゃん おばあちゃん    | 1997年01月06日 |
| 16 | すてきなひみつきち           | 1997年01月20日 |
| 17 | おみせばん                   | 1997年02月03日 |
| 18 | いっしょにあそぼう           | 1997年02月17日 |
| 19 | おわかれパーティー           | 1997年03月03日 |

### 1997年度
| 回 | タイトル             | 放送日         |
| -- | -------------------- | -------------- |
| 1  | まちたんけん         | 1997年04月7日  |
| 2  | すてねこがいた       | 1997年05月12日 |
| 3  | めいじんをさがせ     | 1997年05月26日 |
| 4  | むしとりだいさくせん | 1997年07月07日 |
| 5  | きょうはせんせい     | 1997年08月25日 |
| 6  | あそびばつくろう     | 1997年09月18日 |
| 7  | てんこうせい         | 1997年09月29日 |
| 8  | すずめのおやどさがし | 1997年11月27日 |
| 9  | ねんがじょうつくり   | 1997年12月08日 |
| 10 | おばあちゃんげんき?  | 1998年01月05日 |
| 11 | しんぶんきしゃ       | 1998年01月19日 |
| 12 | ゆきのちょうこく     | 1998年02月02日 |
| 13 | あかちゃんがうまれた | 1998年02月16日 |

### 1998年度
| 回 | タイトル               | 初回放送日     |
| -- | ---------------------- | -------------- |
| 1  | こいぬがきた           | 1998年05月11日 |
| 2  | おとうさんとふたり     | 1998年05月25日 |
| 3  | ちょっととおくへ       | 1998年06月08日 |
| 4  | おさかなたべた         | 1998年06月22日 |
| 5  | おばけをさがせ         | 1998年08月24日 |
| 6  | おばあちゃんといっしょ | 1998年09月14日 |
| 7  | じてんしゃのれた       | 1998年10月12日 |
| 8  | おまつり               | 1998年10月26日 |
| 9  | もりたんけん           | 1998年11月09日 |
| 10 | おにぎりパーティー     | 1998年11月26日 |
| 11 | おおそうじ             | 1998年12月07日 |
| 12 | とどけおたより         | 1999年01月4日  |
| 13 | ゆきであそぼう         | 1999年01月18日 |
| 14 | すてきなプレゼント     | 1999年02月01日 |
| 15 | ありがとう がっこう    | 1999年03月01日 |

## テーマ曲
- 「キッズチャレンジ」のテーマ（歌：ピチカート・ファイヴ）[8]